# فيليب هال
فيليب هال (بالإنجليزية: Asa Hall)‏ (29 نوفمبر 1986 المملكة المتحدة - ) هو لاعب كرة قدم بريطاني يلعب كلاعب وسط.

## وصلات خارجية
فيليب هال على موقع قاعدة بيانات كرة القدم.إي يو (الإنجليزية)
- فيليب هال على موقع Soccerbase.com (لاعب) (الإنجليزية)
- فيليب هال على موقع Soccerway.com (الإنجليزية)